# Jules Poncelet

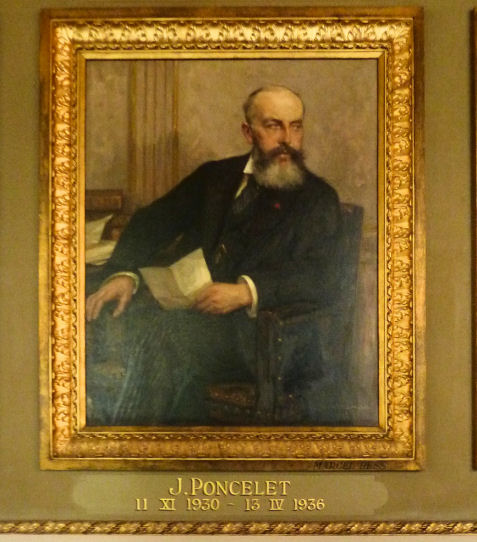
Portet door Marcel Hess, verzameling Kamer.

Jules Jean Pierre Joseph Poncelet (Offagne, 19 mei 1869 - 23 april 1952) was een Belgisch politicus voor de Katholieke Unie.

## Biografie
Jules Poncelet promoveerde tot doctor in de rechten en werd beroepshalve advocaat.
Voor de katholieken werd hij in 1894 verkozen tot provincieraadslid van Luxemburg, een mandaat dat hij bleef uitoefenen tot in 1912. Vervolgens zetelde hij van 1912 tot 1939 voor het arrondissement Neufchâteau-Virton in de Kamer van volksvertegenwoordigers, waar hij van 1920 tot 1929 quaestor en van 1929 tot 1930 ondervoorzitter was. Van 1930 tot 1936 was hij de voorzitter van de Kamer. Daarenboven was hij van 1929 tot 1931 voorzitter van het Katholiek Verbond van België.
Van 1903 tot 1934 was Poncelet ook gemeenteraadslid van Offagne, waar hij eveneens schepen was. Op 23 november 1932 werd hij benoemd tot minister van Staat en in 1936 werd hij als baron in de adelstand verheven.
Hij trouwde in 1896 in Resteigne met Marie Wégimont (1876-1967), dochter van een graanhandelaar. Ze waren de schoonouders van Paul Humblet.